# Laia Font i Mateu
Laia Font i Mateu (Badalona, 1976) és una traductora catalana.
Es va llicenciar en traducció i interpretació i posteriorment va completar els seus estudis amb un postgrau en correcció lingüística a la Universitat Autònoma de Barcelona. Ha traduït a diversos autors de narrativa per a adults com Jo Nesbo, John le Carré, Jack Kerouac, Susanna Tamaro, David Nicholls, Holly Ringland, Katya Apekina o Dolores Redondo. Pel que fa a l'assaig, ha traduït obres de Paul Preston, Isaiah Berlin i Carlo Rovelli, i llibres de narrativa infantil i juvenil de Rick Riordan, John Green, Geronimo Stilton o Roberto Piumini.